# Tauhid
El tauhid  (en árabe: تَوْحِيد‎, romanizado: tawḥīd, lit. 'singularidad o unicidad (de Dios)') es un concepto central en el islam el cual indica una forma verbal que afirmar que Dios es único. El significado tradicional es: "la fe en el Dios único, creador de todo el Cosmos, gobernante de todo en solitario, sin compañero en su dominio de todo.  Es Dios el exaltado y elevado, sin asociado alguno, ni compañero ni hijo, ni precisa valedor que le proteja de humillación, así que proclama su grandeza" También se define el 'tauhid' como: "la fe en el Dios Uno, sin compañero" o como: "el conocimiento de Dios el elevado en su señoría, el reconocimiento en su unicidad y la negación absoluta de equivalentes"

## Etimología
El vocablo «tauhid», en árabe, es desde el origen «و ح د» (W Ḥ D) significa tomar como una sola. La palabra "WAHD"(وحد) , y sus afines, como "Wahed", "Wahid", "Wahdaniyya", "Ahad" y similares, argumentan a unidad y por eso esta palabra se usa para Dios. Según hadices, el Profeta utilizó la palabra tauhid en el sentido de la afirmación de la proposición "La Ilah Illa Allah, Wahdah La Sharika Lah" (en árabe: لا إله إلا ألله, وحده لاشريک له‎, romanizado: no hay más dios que Alá, él es único y no tiene pareja). Con el mismo uso, se podría encontrarse en hadices de los imanes de chiitas.
Desde el siglo II / VIII, la palabra tauhid era sido usado en este significado para Dios y más tarde llegó a referirse a las cuestiones relativas a la existencia, atributos y actos de Dios. En hadices chiitas, la palabra también se utiliza para unidad para Dios.

## Introducción
Aunque el término «tauhid» no aparece nombrado como tal en el Corán es un principio basado en diferentes aleyas, pues se apela a Dios como el Uno (wahid) una veintena de veces y por el nombre Uno (ahad) una sola vez, en la Sura 112:

Di: Él es Dios, Único.
Dios es impenetrable.
No ha engendrado ni ha sido engendrado
Y no hay nadie igual a Él
Corán 112:1-2-3-4.

Los musulmanes creen que Dios es único. No posee copartícipe o hijos. Él es el comienzo y el final. Es omnipotente, omnisciente y omnipresente. El Corán dice que él está más cerca del hombre que su propia vena yugular, pero que no puede ser visto con los ojos o abarcado por el intelecto humano.
El tauhid tiene dos aspectos. Por un lado, el de la unidad divina, es decir, que sólo hay un Dios. Esta afirmación es la común a todas las religiones monoteístas, que anteceden históricamente e inspiran al islam como señala el propio Corán y la tradición profética. Por otro lado, está el aspecto de la unicidad de Dios, es decir, que esa divinidad única es radicalmente una y no tiene atributos ni personas de carácter divino, como sí sucede en cambio con la Trinidad cristiana.
Ambos aspectos, según la profetología coránica, son el mensaje común a todos los profetas y enviados desde Adán hasta Mahoma y es la característica principal de quien es considerado musulmán. Además se considera que el estado primordial (fitra) del ser humano es la fe en ese principio de la Unicidad divina tanto en la preexistencia como cuando viene a este mundo. Esa es la interpretación común del término hanif, que es la denominación a los monoteístas abrahámicos que existían en arabia antes de la aparición del Islam, a los que se refiere la aleya:

"Adorad como hanifes según la disposición primigenia (fitra) en la que Dios creó a los hombres"
Corán 30:30.

Además existe una transmisión del Profeta que dice: "Cuando un niño nace os hace según el fitra, y luego son sus padres quienes lo hacen judío, cristiano o mazdeísta". Por otro lado, el islam establece la existencia del reconocimiento de la Unidad de la Señoría en todos los seres humanos, por lo que podrán ser preguntados en el día del Juicio sobre su adoración, según la aleya conocida como la del Pacto, donde se le pregunta a la progenie de Adán antes de la existencia: 

"Y cuando cogió de los riñones de Adán a su descendencia y les preguntó: "¿No soy yo, acaso, vuestro Señor?" "Ciertamente si, damos fe", contestaron. No sea que dijeran el día de la resurrección: "No habíamos reparado en ello."
Corán 17:70.

Estas definiciones son compartidas por todos los musulmanes, aunque en la historia del Islam ha habido diferentes elaboraciones doctrinales que se corresponden con las elaboraciones de los teólogos (mutakallimun) de las diferentes escuelas y por parte de los sufíes.

## Elaboraciones doctrinales

### En la teología (mutakallimun)
Por un lado están las escuelas que lo han definido desde el punto de vista de la teología (kalam) como:
1. Los mu'tazilíes, una escuela teológica racionalista, que defiende la Unidad de la Esencia independiente de la multiplicidad de los Atributos y de los Actos. Esto hizo que interpretasen de forma alegórica los atributos y acciones divinas narradas en el Corán y el hadiz que no coincidían con lo que la razón entiende incompatible con la Unidad de Dios
2. Los asharíes, que surgió como reacción a la anterior. Rechaza las interpretaciones racionalistas de los casos problemáticos y se acoge más a lo transmitido. Dios es Uno en Esencia, Atributos y Actos, sin que cada uno de ellos pueda ser algo diferente de la Esencia. Está estrechamente relacionada con el fiqh shafi'í
3. Maturídis. Surge a partir de un alumno de Abu Hanifa, sobre todo por diferencias sobre la cuestión del Decreto o designio divino (qadar).
4. Los chiitas (Imamiyah) creen en la unidad, en la adoración, la unidad de la esencia divina, la Unidad de los Atributos Divinos, la Unidad Divina en la Creación y la unicidad en el Señorío Divino. Según la creencia chiita, el significado de tawhid tiene diferencia con el tawhid de mu'tazilíes y asharíes.[8]

Por otro lado existen otras escuelas que condenan el uso de la teología especulativa (kalam) y que se remiten exclusivamente a los textos revelados, sin que quede lugar a preguntarse el "cómo", cómo son los zahiríes y los hanbalíes. 
Existen otras corrientes que han definido el tauhid desde otros puntos de vista: la corriente de al-Bujari se remite más al hadiz por ejemplo, o la corriente salimiyya, una escuela de transmisión del hadiz relacionada estrechamente con el sufismo. 
La filosofía islámica de al-Farabi, Ibn Sina o Ibn Rushd abordaron la cuestión de la Unicidad divina desde un punto de vista racionalista, sobre todo la demostración de Dios como el "Ser necesario".

### En elsufismo
También el tauhid es un concepto básico dentro del sufismo y ha sido interpretado desde diferentes perspectivas: desde la Unicidad de la Existencia de Ibn Arabi, la Unicidad Absoluta (al-tawhid al-mutlaq) de Ibn Sab῾īn, o la Unicidad de lo contemplado (wahda al-shuhud) de otros autores como Sirhindi. A pesar de todo, el tauhid en el sufismo no debe ser siempre entendido como un concepto filosófico o estanco, puesto que como comenta al-Ghazali es un concepto que puede ser entendido en diferentes niveles: el tauhid de las gentes comunes, el tauhid de la élite y el tauhid de la élite de la élite. Es, por lo tanto, un concepto que depende más de una experiencia y una realización espiritual, que unas simple afirmación o sólo una práctica de adoración.
al-Qushayri, en su Compendio sobre sufismo, comenta que el tauhid de los sufíes no se diferencia en nada del común de las gentes, sino por el grado de su familiaridad con el tauhid.

## Unicidad y Asociación
Como siempre, para definir un término es útil recurrir a su contrario. Lo contrario al tauhid es el shirk, traducido habitualmente como "asociación". En el lenguaje coránico es asociar a la divinidad algo o alguien, como por ejemplo un hijo, un igual o una compañera. Por eso el lema principal del Islam es "no hay divinidad sino Dios" (la ilaha illa Allah) y en sus diferentes formas es uno de los mensajes que más repiten en el texto coránico. 
Según la opinión del islam el pecado más grande y el más aborrecible es la asociación o Shirk.
Por ello el shirk se comprende desde varios puntos de vista: 
1. El de la asociación a Dios de otras divinidades, es decir, el politeísmo, que el islam condena como el pecado más grave.[17]
2. La asociación en la adoración, es decir, la adoración de otro que no sea Él.
3. La asociación sutil u oculta (shirk jafi'), que es la adscripción sutil de ponerse a uno mismo por encima de la divinidad.

## Problemática moderna de los unitarismos y el asociacionismo
Los musulmanes tratan a los cristianos con frecuencia de musharikin o "asociadores", aunque era un término que en los comienzos del Islam se reservaba para los idólatras árabes, mientras que a los cristianos se les reservaba el de "gentes del libro" junto a los judíos. En cambio el término ha sido después utilizado de diferentes formas dentro de la comunidad islámica, en muchas ocasiones dentro de las discusiones de las diferentes corrientes del Islam. Por ejemplo, para algunos musulmanes el shirk está presente dentro de la propia comunidad islámica bajo la forma de culto popular a determinados personajes considerados "santos", como el mismo Mahoma o la devoción hacia los morabitos o tumbas de santones que se veneran en varios lugares, especialmente en el Magreb. 
A lo largo de la historia islámica han surgido periódicamente movimientos unitaristas que han combatido lo que consideran shirk. Los wahhabíes de Arabia Saudí, por ejemplo, en su rigorismo destruyeron la supuesta casa natal de Mahoma, que era objeto de culto popular, y han dificultado los actos de devoción hacia tumbas o lugares asociados a compañeros del Profeta. 
Otro movimiento unitarista, pero de naturaleza diferente, es el almohade, que gobernó en la Edad Media un gran imperio a caballo entre el Magreb y Al-Ándalus y cuyo nombre, al-muwahhid, significa precisamente "aquel que realiza el tauhid". Sus principios pretendían una reforma del Islam occidental para "recliclarlo" de la elaboración malikí predominante que estaba totalmente cerrada a las corrientes orientales, donde el ashrismo de al-Ghazali encabezaba una renovación del estancamiento al que había llegado el islam oriental y los movimientos de filosofía islámica y ciencias religiosas que se habían desarrollado en esta parte del mundo islámico.